# Lucy Kabuu Wangui
Lucy Kabuu Wangui, född den 24 mars 1984, är en kenyansk friidrottare som tävlar i medel- och långdistanslöpning.
Wangui deltog vid Olympiska sommarspelen 2004 på 10 000 meter där hon slutade på nionde plats. Vid Samväldesspelen 2006 vann hon guld på 10 000 meter och slutade trea på 5 000 meter. 
Hon deltog även vid Olympiska sommarspelen 2008 där hon slutade på sjunde plats. 

## Personliga rekord
- 5 000 meter - 14.33,49
- 10 000 meter - 30.39,96